# Осиновка (Нурлатский район)
Осиновка (тат. Осиновка, чув. Ăвăсель) — деревня в Нурлатском районе Республики Татарстан России. Входит в состав Ахметовского сельского поселения.

## География
Деревня находится в южной части Татарстана, в лесостепной зоне, в пределах Западного (Низкого) Закамского геоморфологического района, на берегах реки Аксумлы, к югу от автодороги 16К-1283, на расстоянии примерно 5 километров (по прямой) к западу от города Нурлат, административного центра района. Абсолютная высота — 128 метров над уровнем моря.

### Климат
Климат характеризуются как умеренно континентальный, с холодной продолжительной зимой и тёплым летом. Среднегодовая температура воздуха составляет 3,8 °С. Средняя температура воздуха самого холодного месяца (января) — −11,8 °C; самого тёплого месяца (июля) — 19,5 °C. Среднегодовое количество атмосферных осадков составляет 517 мм, из которых около 365 мм выпадает в период с апреля по октябрь. Снежный покров держится в течение 152 дней.

### Часовой пояс
Деревня Осиновка, как и весь Татарстан, находится в часовой зоне МСК (московское время). Смещение применяемого времени относительно UTC составляет +3:00.

## Население
Население деревни Осиновка в 2011 году составляло 1 человек.

### Национальный состав
Согласно результатам переписи 2002 года, в национальной структуре населения чуваши составляли 100 % из 2 чел.